# 杰曼 (纽约州)
杰曼（英語：German）是位于美国纽约州希南戈县的一个镇，地处希南戈县西端、诺威奇以西。2010年美国人口普查时，该镇有370人。其得名于该地最初的拥有者、美国参议员奥巴代亚·杰曼。